# Polycentropus kenampi
Polycentropus kenampi là một loài Trichoptera trong họ Polycentropodidae. Chúng phân bố ở miền Australasia.